# 学霸君
学霸君是千闻云计算科技(上海)有限公司于2014年9月推出的一款支持Android以及iOS平台的K12在线教育类型的APP，其面對使用智能手机的在校学生，通過手机相机拍照上传作业题目图片，並自动上传检索“题库”中的答案，让使用者快速得到作业答案与解析。并有同步课程的练习题和教师在线答疑功能。并通过用户签到给予实物回报的方式吸引新用户。目前仅支持简体中文和部分英文题目的搜索，并可使用手机数据网络。
用戶使用学霸君大部分功能都不会被收取费用，教师在线答疑功能会收取一定的费用，其在蘋果公司App Store中被标记为4岁以上下载使用。学霸君APP因主要服务中国大陆地区学生用户，而并没有上架到Google Play。

## 争议
学霸君曾因其内置的题目搜索引擎涉嫌抄袭百度公司旗下的作业帮，并未经允许抓取百度知道的资源并用于商业用途。而被百度公司在百度手机助手下架。
学霸君作为一款“拍照搜题”软件，亦被质疑会对学生正常学习造成影响，使学生养成抄答案的坏习惯。